# 虞美人草 (漫画)
『虞美人草-ひなげし-』（ぐびじんそう-ひなげし-）は岸裕子による日本の漫画作品。『LaLa』（白泉社）1981年（昭和56年）1月号に掲載された。
『週刊マーガレット』（集英社）でデビューし、その後9年の間、『別冊少女コミック』を中心とした小学館で作品を発表してきた岸裕子が、初めて他社の雑誌に発表した作品で、かなりの緊張を強いられた、と述懐している。岸裕子の描く同性愛描写など、彼女の特質が色濃く表れた作品である。同時に、青春の日への追憶が、テーマの一つとして大きくクローズアップされている。

## あらすじ
シモンは学生時代に日本に留学中に知り合った日本人の恋人、百合子のことを待ち続けて17年間、研究の日々を過ごしていた。そんな彼を心配に思った友人で富豪の息子、ルネは息抜きに自分の通う男娼のつとめるバーにシモンを招待する。そこで、シモンは、百合子にそっくりなルネの情人、コクリコと名乗る少年に出会う。その後、コクリコを手に入れたルネは、シモンに1週間、彼の面倒を見てくれるようにと依頼する。

## 登場人物
シモン
物語の主人公の青年。会社の研究員として論文を書いて生計を立てている。17年前に出会った百合子のことを忘れられず、独身のままである。
ルネ
シモンの学生時代からの友人。同じく独身。母親からは身を固めるよう言われている。父親の遺産で金と暇をもてあましている。同性愛者で、コクリコを手に入れるために、ニースの別荘を売りに出している。
コクリコ
金髪で青い瞳の少年。名前は「ひなげし」という意味で、ひなげし模様の着物を着ていることから着けられている。本名はシモン。16歳。亡き母親の借金を肩代わりして、男娼バーで12歳から働いている。ルネの愛人。
百合子（ゆりこ）
シモンが日本留学時代に出会った少女。当時16歳で、白系のロシア人の血を引いた、薄茶色の瞳と黒い髪をしている。シモンと結ばれた後、彼を追って親戚の決めた縁談を断り、渡仏するが、その後、行方不明になる。

## 書誌情報
- 『千の花』朝日ソノラマ、サンコミックス・ストロベリーシリーズ、1984年2月15日発行
  - 収録作品：「千の花」・「薔薇夫人（マダム・ローズ）」・「沈丁花」、「虞美人草（ひなげし）」・「イマジネーション」・「似た者同志」